# Carlos Cavallé
Carlos Cavallé Pinós (ur. 1933 w Barcelonie) – hiszpański emerytowany Dyrektor Generalny i profesor IESE Business School. Dziekan tejże w latach 1984 – 2001.

## Życiorys
Ukończył studia inżynierii przemysłowej, uwieńczone doktoratem, na Escuela Técnica Superior de Ingenieros Industriales (ETSEI) w Barcelonie. Następnie ukończył program ITP, Graduate School of Business Administration, Harvard University. W roku 1991 otrzymał Harvard Business School’s Distinguished Service Award. W latach 1984 – 2001 był Dyrektorem Generalnym i dziekanem IESE Business School.
Był przewodniczącym Graduate Management Admissions Council a później prezydentem Equis.
Był współzałożycielem Harvard-Iese Committee. Prof. Cavalle kilkakrotnie odwiedził Polskę.
Obecnie piastuje funkcje: prezydenta Social Trends Institute (STI), prezydenta Public-Private Sector Research Center oraz jest Trustee Institutu for Media and Entertainment w Nowym Jorku.

## Odznaczenia i wyróżnienia
- Złoty Medal Uniwersytetu Navarry
- Krzyż św. Jerzego Generalitat de Catalunya[7]

## Publikacje
- Cavallé Pinós, Carles; León, Consuelo (Eds.) „El trabajo al servicio de la persona y de la sociedad”, Roma: Edizioni Università della Santa Croce, 2003. (Congresso Internazionale „La grandezza della vita quotidiana”. Ponencias presentadas en el Congreso celebrado en Roma: Università della Santa Croce, 8/11 de enero 2002.). ISBN 88-8333-081-1
- Cavallé Pinós, Carles, „El sector electrónico español: Dirección de empresas industriales”, Barañáin: Eunsa, 1976. (La empresa y su entorno. Serie L). ISBN 84-313-0454-5
- Cavallé Pinós, Carles, „El sector siderúrgico español: Dirección de empresas industriales”, Barañáin: Eunsa, 1975. (La empresa y su entorno. Serie L; Vol. 7).  ISBN 84-313-0400-6